# Gérard Bras
Gérard Bras est un professeur honoraire de philosophie en classes préparatoires, né en 1949. 

## Biographie
Gérard Bras est né dans une famille de militants ouvriers. Son père, Marcel Bras, a été permanent national de la CGT auprès de la FSM à Vienne puis à Prague de 1954 à 1962 et président de l'Union fraternelle des métallurgistes de 1976 à 1980.
Élève du lycée Balzac à Paris puis étudiant à l'université de Nanterre (1966-1972). Gérard Bras a été un militant actif de l'UEC, responsable national et membre du comité de rédaction du journal Clarté (1969-1972). Il est reçu à l'agrégation de philosophie en 1972. Il quitte le PCF en 1983.
Il a ensuite enseigné au lycée Porte Océane du Havre (1975-1991) puis aux lycées Clemencea  et Jean Jaurès de Reims (1991-1998), en classes préparatoires aux grandes écoles, et enfin au lycée Albert Schweitzer du Raincy (1998-2012). De 2001 à 2007, il est directeur de programme au Collège international de philosophie (2001-2007). Il travaille depuis sa fondation en 1997 au Groupe d'Étude du Matérialisme Rationnel (GEMR) qui publie les volumes De la puissance du peuple aux éditions du Temps des Cerises. Ses travaux portent sur Spinoza, l'esthétique et la philosophie sociale et politique. 
Il est président de l'Université populaire des Hauts-de-Seine depuis 2012.

## Publications

### Ouvrages
- Hegel et l'art, 1989 et 1994.
- Pascal. Figures de l'imagination, avec Jean-Pierre Cléro, 1994.
- Joseph Pignato, 2003
- Pascal et Spinoza. Pensées du contraste : de la géométrie du hasard à la nécessité de la liberté, dir., avec Laurent Bove et Éric Méchoulan, 2007.
- Les ambiguïtés du peuple, 2008.
- Claudie Laks, le vouloir ivre de la couleur, avec Patrick Grainville et Thierry Dufrêne, 2013.
- La guerre et la violence, avec F. Frosini et V. Morfino, 2014.
- Les voies du peuple. Eléments d'une histoire conceptuelle, Paris, Amsterdam, 2018. Présentation en ligne.
- Les traverses de la peinture, sur l'œuvre de Julie Poulain, 2018.
- La fabrique des transclasses, dir. avec Chantal Jaquet, PUF, 2018.

### Articles
- "Pascal et le conservatisme en politique", in Pascal à Rouen, 1640-1648, Publications de l'université de Rouen, 2001.
- Spinoza, le peuple introuvable, Ethiopiques n°63.
- Plusieurs articles dans De la puissance du peuple, tome 1 à 4, 2001-2010.
- L'homme qui tua Liberty Valance et la constitution imaginaire du peuple in J. Deniel, J.F. Rauger et Ch. Tatum Jr, John Ford, penser et rêver l'histoire, 2014.
- Le pouvoir de la peinture in Vers l’Esthétique, Penser avec les Réflexions critiques sur la poésie et sur la peinture (1719) de Jean-Baptiste Du Bos, d° D. Dumouchel et D. Dauvois, 2016.